# Ryszard Skowronek
Ryszard Skowronek, född den 1 maj 1949 i Jelenia Góra, är en polsk före detta friidrottare som tävlade i mångkamp.
Skowroneks främsta meriter är hans guldmedaljer vid EM 1974 i Rom och vid universiaden 1973. Han deltog vid Olympiska sommarspelen 1976 där han slutade på femte plats.